# Egil Fischer
Egil Fischer (21. oktober 1878 i København – 23. april 1963 i Ebeltoft) var en dansk arkitekt, byplanlægger og maler.

## Uddannelse
Egil Fischers forældre var landskabsmaleren Hans Christian Fischer og kunstvæveren Emma Elise Kirstine Fabricius. Han blev murersvend 1896 og tog afgang fra Det tekniske Selskabs Skole i København 1897. Han var medarbejder hos Martin Nyrop (på Københavns Rådhus) 1897-1901 og hos Martin Borch 1903. 
Han var i Tyskland og Italien med faderen 1884-85, i Tyskland, Italien 1901-02, i Tyskland, Schweiz, Frankrig, Spanien 1904-05, i Tyskland, Frankrig, Italien, Spanien 1912-13 og i Spanien 1915, 1916, 1917, 1919 og 1920.

## Karriere
Fischer var i bestyrelsen for Den frie Architektforening 1909, ansat hos Stadsarkitekten i København 1910-12, formand for Byggelovsudvalget under Akademisk Arkitektforening 1929 og byplankonsulent for Horsens, Svendborg, Ebeltoft og Dragør.
Egil Fischer, der oprindelig ville have været maler, gjorde tidligt byplanlægning til sit speciale og vandt en række konkurrencepræmier. Udfaldet af konkurrencen om Københavns banegårdsterræn var ham imidertid en stor skuffelse, og han beskæftigede sig derefter i flere år mest med malerkunst og handel med spansk kunst og antikviteter.
Byplanlægningen vedblev imidlertid at drage ham, og 1922 begyndte han på egen hånd anlægget af bebyggelsen Femmøller Strand. Efter vedtagelsen af Byplanloven af 1938 genoptog han sin virksomhed som byplanarkitekt og udførte betydningsfulde arbejder og rådgivning. En stor indsats gjorde han inden for byggelovgivningen, navnlig ved udformningen af betænkningen af 1931.

### Femmøller
Han grundlagde den første planlagte ferieby og sommerhusområde i Danmark, Femmøller Strand, der fik nogle servitutter, der siden blev toneangivende for lignende områder: 9. december 1924 udsendte Egil Fischer sit berømte manifest med de grundlæggende sommerhusdeklarationer for området. Disse deklarationer blev tinglyst og henvist til i skøder, ofte suppleret med særlige servitutter for den enkelte parcel. Af de almindeligt gældende bestemmelser kan særligt nævnes:
- "at der ikke på parcellen må findes nogen virksomhed,der ved røg, støj eller ilde lugt forulemper de omboende,
- at det er forbudt at henstille beboelsesvogne på parcellen i længere tid end tre måneder,
- at ny bebyggelse ikke må finde sted før tegninger hertil med angivelse af placering, materiale, farve,hegn m.m. er godkendt af Naturfredningsforeningen og hovedparcelejeren..."

For at sikre hele Femmøllers ubebyggede friarealer for eftertiden overdrog Fischer disse til daværende Dråby Kommune i 1957. I gavebrevet står: "De overdragne ejendomme skal i henhold til den af Danmarks Naturfredningsforening den 30. juni 1942 godkendte byplan for bebyggelse for Femmøller Strand stedse henligge som vejarealer, strandarealer, grønne områder og naturpark m.v. og bebyggelse af arealerne eller anvendelse af disse i strid med nævnte byplan må derfor ingen sinde finde sted".
Fischer, der selv bosatte sig i Femmøller, blev således en pionér inden for såvel planlægning som naturbeskyttelse i Danmark.

## Hæder
Egil Fischer fik Stoltenbergs legat 1912-13, Akademiets stipendium 1930, tildeling fra Den Hielmstierne-Rosencroneske Stiftelse 1931, Eckersberg Medaillen 1939 og blev æresmedlem af Foreningen til Hovedstadens Forskønnelse 1941.
Egil Fischers Vej i Femmøller er opkaldt efter ham. Dråby Kommune rejste et mindesmærke for Fischer 25. april 1964.

## Familie
Fischer blev gift første gang 21. maj 1904 i Kristiania (Oslo) med Magnella Kirstine Djørup Arentz (f. 30. december 1874 i Tromsø), datter af læge, senere geolog Frederik Christian Holberg Arentz og Johanne Emilie Djørup. Ægteskabet blev opløst 1932. Han ægtede anden gang 12. juni 1943 i Svendborg Olga Hersom (5. juni 1920 sammesteds – 7. august 2004), datter af snedker Axel Hersom og Anne Cathrine Faigh.
Fischer er begravet i en urne i naturparken, Femmøller Strand, Mols.

## Værker

### Tegninger
- Gadebillede fra Trastevere i Rom (udst. 1914)
- Tempelherrekirken Veracruz (udst. 1914)
- Middelalderlige tårne, Corneto (udst. 1914)
- Aften ved grevinde Mathildes kastel i Corneto (udst. 1915)

### Byggerier
- Villaer til Landsudstillingen i Aarhus 1909
- Holbæk Kaserne (1912-14, sammen med Olaf Petri)
- Molskroen, Mols (1923)
- Direktør Gunnar Sadolins Museum, Dragør, nu bibliotek (1933-34)
- Mange villaer, bl.a. eget hus i Nørhald ved Femmøller Strand

### Vej- og bebyggelsesplaner
- Udstykningsplan for Femmøller Strand [3] (1935-38)
- Gade- og bebyggelsesplan for de centrale ældre dele af Aarhus (1939, Eckersberg Medaillen)
- Forslag til bebyggelsesplan for det sanerede Borgergade-kvarter, København (1940, ikke udført)
- Byplan for Svendborg (1941)
- Byplan for Ebeltoft (1941)
- Byplan for Horsens (1942, sammen med C.O. Gjerløv-Knudsen)

### Konkurrencer
- Bebyggelsesplan for kvarter i Odense (1901, 2. præmie)
- Bebyggelsesplan for Grønningen, København (1902, 2. præmie)
- Bebyggelsesplan for Islands Brygge, København (1907, 2. præmie)
- Plan for arealer ved Marselisborgvej, Aarhus (1908, 1. præmie)
- Plan for kvarter i Randers (1910, 2. præmie sammen med Erik Erstad-Jørgensen)
- Bebyggelsesplan for banegårdsterrænnet, København (1911, 1. præmie sammen med Holger Rasmussen)
- Regulering af Algade, Holbæk (1915, 2. præmie)
- Ordning af Børsrampen, København (1922, 1. præmie)
- Ordning af Rådhuspladsen, København (1942, 1. præmie sammen med Tyge Hvass)

### Skriftlige arbejder
- Talrige artikler om byplanspørgsmål og byggelovgivning i dagblade og tidsskrifter, især i Arkitekten
- "Byplanlægningens Love" i: Kjøbenhavn, som den er og som den burde være, 1914, 43-77;
- Betænkning, der blev afgivet til regeringen 1931, udarbejdet som formand for Byggelovsudvalget, Akademisk Arkitektforening
- Byggelovgivningen, 1939.
- Dragør, 1949.